# Col. Bosques de las Lomas
Col. Bosques de las Lomas är en del av en befolkad plats i Mexiko.   Den ligger i kommunen Cuajimalpa de Morelos och delstaten Distrito Federal, i den sydöstra delen av landet, i huvudstaden Mexico City. Col. Bosques de las Lomas ligger 2 570 meter över havet och antalet invånare är 15 000.
Terrängen runt Col. Bosques de las Lomas är kuperad. Runt Col. Bosques de las Lomas är det mycket tätbefolkat, med 1 692 invånare per kvadratkilometer. Närmaste större samhälle är Mexico City, 15,5 km öster om Col. Bosques de las Lomas. Runt Col. Bosques de las Lomas är det i huvudsak tätbebyggt.